# Долгуша (Московская область)
Долгу́ша — посёлок в Шатурском муниципальном районе Московской области. Входит в состав городского поселения Шатура. Население — 282 чел. (2010).

## Расположение
Посёлок Долгуша расположен в северной части Шатурского района, расстояние до МКАД порядка 130 км. Высота над уровнем моря 122 м.

## Название
Название происходит от расположения посёлка на Долгой гриве — одной из песчаных грядовых возвышенностей.

## История
Посёлок возник в XX веке для проведения торфоразработок.
В советское время посёлок находился в административном подчинении рабочему посёлку Керва. В 2004 году после включения Кервы в черту города Шатуры, посёлок вошёл в состав Бордуковского сельского округа.

## Население
| 2006 | 2010 |
| ---- | ---- |
| 295  | ↘282 |